# Gowripura, Gubbi
Gowripura là một làng thuộc tehsil Gubbi, huyện Tumkur, bang Karnataka, Ấn Độ.